# Maude (Nouvelle-Galles du Sud)
Pour les articles homonymes, voir Maude.

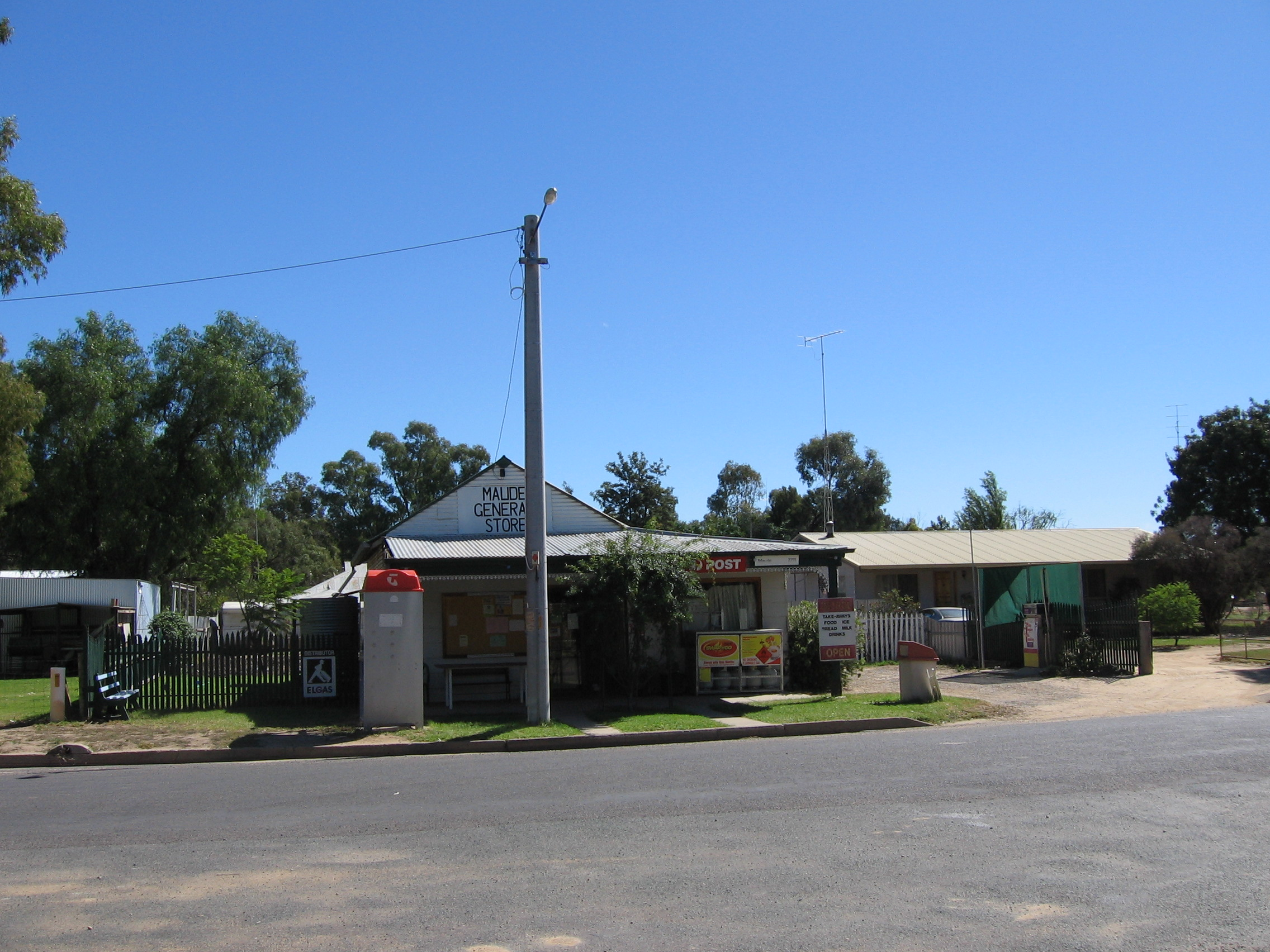
Bureau de poste de Maude

Maude est une localité australienne située dans la zone d'administration locale du comté de Hay dans l'État de Nouvelle-Galles du Sud, à 52 km de Hay.
La population s'élevait à 161 habitants en 2006 et à 82 habitants en 2016.